# Hadena murgoba
Hadena murgoba là một loài bướm đêm trong họ Noctuidae.